# Hajeb El Ayoun (délégation)
Hajeb El Ayoun est une délégation tunisienne dépendant du gouvernorat de Kairouan.
En 2004, elle compte 35 403 habitants dont 17 353 hommes et 18 050 femmes répartis dans 6 735 ménages et 7 128 logements.